# 水富市
水富市是中华人民共和国云南省昭通市下属的一个县级市，位於滇東北北端、金沙江同橫江匯流的夾角地帶。北瀕金沙江，東臨橫江，與四川省宜宾市屏山縣、叙州区隔江相望；南鄰鹽津縣，西接綏江縣。全市面积439平方千米，2020年总人口10.35万人，市人民政府駐云富街道。

## 沿革
1974年4月，為建設云南省天然气化工厂（廠址選定在宜賓縣安邊區安富公社的滾坎壩），經國務院批准，將四川省宜賓縣安邊區的安富公社、橫江區的水河公社和水東公社劃歸雲南省，設雲南省水富區；1981年8月14日，又經國務院批准，在水富區的基礎上，劃入鹽津縣的兩碗公社，綏江縣的太平公社及會儀公社的新安、新壽兩個大隊組成水富縣。同年10月1日，水富縣正式成立，隸屬昭通地區。
2018年7月2日，经国务院批准，撤销水富县，设立县级水富市，以原水富县的行政区域为水富市的行政区域，水富市人民政府驻云富街道人民东路3号，水富市由云南省直辖，昭通市代管。

## 行政区划
水富市下辖1个街道办事处、3个镇：
云富街道、向家坝镇、太平镇和两碗镇。

## 人口
2020年第七次人口普查结果，水富市总人口（常住人口）共有103,532人，城镇人口68,389人（占66.06%），乡村人口35,143人（占33.94%）。共有男性52,712人、女性50,820人，性别比为103.72。0—14岁人口共20,942人（占20.23%），15—59岁人口共67,055人（占64.77%），60岁及以上人口共15,535人（占15.01%），其中65岁及以上人口共11,421人（占11.03%）。大学专科学历及以上人口有11,376人，15岁以上的文盲有3,710人，占15岁以上人口的4.49%。

## 经济
国有大型化工类上市公司——云天化股份公司，和西部大峡谷温泉景区坐落于水富市向家坝镇。向家坝水电站位于水富城区上游。
2022年，水富市生产总值达100.04亿元，按可比价格计算，比上年增长3.4%。其中第一产业增加值4.00亿元，增长4.3%；第二产业增加值69.94亿元，增长3.6%；第三产业增加值26.10亿元，增长2.6%。三次产业结构为4∶69.9∶26.1。人均生产总值98,807元。城乡常住居民人均可支配收入分别为41,468元、15,324元。职工年平均工资90,328元。地方一般公共预算收入3.90亿元，人均3,854元。地方一般公共预算支出19.35亿元，人均19,108元。

## 交通

### 公路
- 银昆高速、 247国道过境。

### 鐵路
- 内六铁路：水富站、小儿坪站、铜鼓溪站

## 风景名胜
- 向家壩水電站